# Concistori di papa Pasquale II

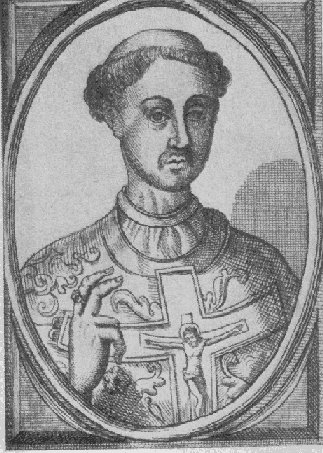
Papa Pasquale II

Questa voce raccoglie l'elenco completo dei concistori per la creazione di nuovi cardinali presieduti da papa Pasquale II, con l'indicazione di tutti i cardinali creati su cui si hanno informazioni documentarie (92 nuovi cardinali in 15 concistori). I nomi sono posti in ordine di creazione.

## 1099 (I)
- Crisogono, creato cardinale presbitero di San Ciriaco alle Terme Diocleziane (morto ca. 1105)
- Giovanni, O.S.B., abate di S. Paolo fuori le mura (Roma); creato cardinale presbitero di Santa Maria in Trastevere (morto ca. 1106)
- Amico, O.S.B.Cas., abate di S. Vincenzo al Volturno (Capua); creato cardinale presbitero dei Santi Nereo e Achilleo (morto ca. 1122)
- Gregorio Caetani; creato cardinale presbitero dei Santi XII Apostoli (morto ca. 1112)
- Guido, O.S.B., creato cardinale presbitero di Santa Balbina (morto ca. 1120)
- Ugo, creato cardinale presbitero di San Vitale (morto ca. 1122)
- Pandolfo, O.S.B.Cas., creato cardinale presbitero (titolo ignoto) (morto ca. 1134)
- Ulrich, creato cardinale presbitero (titolo ignoto)
- Antonio, O.S.B., priore dell'Abbazia di San Pietro ad Oratorium; creato cardinale presbitero (titolo ignoto) (morto ca. 1135)
- Berardo dei Marsi, creato cardinale diacono di Sant'Adriano al Foro (morto nel novembre 1130); beatificato nel 1802
- Bobone, creato cardinale diacono di San Teodoro (morto ca. 1117)
- Gualon, O.S.B.Clun., creato cardinale diacono (diaconia ignota) (morto ca. 1114)
- Gregorio, O.S.B., abate dei Ss. Andrea e Gregorio in clivo Scauri (Roma); creato cardinale diacono di Sant'Eustachio (morto dopo dicembre 1134)
- Docibilo, creato cardinale diacono (diaconia ignota)

## 1100 (II)
- Pietro, creato cardinale vescovo di Porto
- Agostino, creato cardinale presbitero dei Santi Quattro Coronati
- Romano, creato cardinale presbitero di Santa Prisca (morto ca. 1115)
- Teobaldo, creato cardinale presbitero dei Santi Giovanni e Paolo
- Pietro Modoliense, creato cardinale presbitero di San Sisto (morto ca. 1117)
- Pietro, O.S.B.Cas., creato cardinale diacono di Sant'Adriano al Foro (morto ca. 1122)
- Giovanni, creato cardinale diacono (diaconia ignota) (morto ca. 1118)
- Gualterio, creato cardinale diacono (diaconia ignota)

## 1101 (III)
- Riccardo, O.S.B., creato cardinale vescovo di Albano (morto ca. 1114)

## 1102 (IV)
- Crescenzio, senior, creato cardinale vescovo di Sabina (morto nel 1106)
- Domnizzone, creato cardinale presbitero dei Santi Silvestro e Martino ai Monti (morto ca. 1122)
- Teobaldo, creato cardinale diacono di Santa Maria Nuova (morto verso maggio 1121)

## 1104 (V)
- Gualon, creato cardinale presbitero (titolo ignoto) (morto nel febbraio 1116)
- Ubaldo, creato cardinale diacono (diaconia ignota)

## 1105 (VI)
- Corrado, creato cardinale vescovo di Palestrina (morto nell'ottobre 1106)
- Leone, O.S.B.Cas., creato cardinale vescovo di Velletri (o di Ostia) (morto prima del 1117)
- Bonifacio, creato cardinale presbitero dei Santi Silvestro e Martino ai Monti
- Desiderio, creato cardinale presbitero di Santa Prassede (morto dopo giugno 1138)
- Domnizzone, creato cardinale presbitero di San Ciriaco alle Terme Diocleziane (morto prima del 1117)
- Guy, creato cardinale presbitero di San Crisogono (morto dopo il 1106)
- Giovanni, creato cardinale presbitero di Santa Pudenziana (morto ca. 1113)
- Vitale, creato cardinale presbitero di Santa Sabina (morto prima del 1112)
- Ascanio, creato cardinale presbitero di San Clemente (morto ca. 1112)
- Ugo d'Alatri, creato cardinale diacono di Santa Maria in Via Lata (morto tra 1121 e 1122)
- Bosone, creato cardinale diacono (diaconia ignota) (morto dopo dicembre 1118)

## 1106 (VII)
- Cinzio, creato cardinale vescovo di Sabina (morto tra 1113 e 1116)
- Vincenzo, creato cardinale vescovo di Porto (morto prima del 1116)
- Gezo, creato cardinale presbitero di Santa Susanna (morto ca. 1112)
- Errico, creato cardinale presbitero di Santa Maria in Trastevere (morto ca. 1112)
- Roscemanno Sanseverino, O.S.B.Cas.; creato cardinale diacono di San Giorgio in Velabro (morto dopo settembre 1128)
- Pietro Pierleoni, O.S.B.Clun.; creato cardinale diacono dei Santi Cosma e Damiano; eletto Antipapa Anacleto II il 14 febbraio 1130; scomunicato da Papa Innocenzo II nel Concilio di Reims il 18 ottobre 1131 (morto nel gennaio 1138)

## 1107 (VIII)
- Giovanni, creato cardinale presbitero di Santa Cecilia (morto ca. 1120)
- Gregorio, segretario papale; creato cardinale presbitero di San Lorenzo in Lucina (morto ca. 1119)
- Leone, creato cardinale diacono (diaconia ignota) (morto prima del 1118)

## 1108 (IX)
- Kuno di Urach, Can.Reg. d'Arrouaise; creato cardinale vescovo di Palestrina (morto nel 1122)

## 1112 (X)
- Manfredo, creato cardinale vescovo di Frascati (morto ca. 1115)
- Ugo Visconti, cappellano papale; creato cardinale presbitero dei Santi XII Apostoli (morto alla fine del 1121)
- Uberto, creato cardinale presbitero di Santa Sabina (morto ca. 1117)
- Gregorio, creato cardinale presbitero di San Crisogono (morto dopo il 1113)
- Pietro Gherardeschi, segretario papale, uditore apostolico, sacrista nel sacello pontificio; creato cardinale presbitero di San Marcello (morto nel marzo 1144)
- Anastasio, creato cardinale presbitero di San Clemente (morto alla fine del 1125)
- Niccolò, creato cardinale presbitero dei Santi Giovanni e Paolo (morto ca. 1117)
- Pietro, creato cardinale presbitero di Santa Maria in Trastevere (morto ca. 1120)
- Oderisio, O.S.B.Cas., canonico alla Basilica Lateranense; creato cardinale diacono di Sant'Agata alla Suburra (morto nell'agosto 1126)
- Romualdo Guarna, creato cardinale diacono di Santa Maria in Via Lata (morto nel gennaio 1136)
- Crescenzio, segretario papale; creato cardinale diacono di Santa Maria in Domnica (morto ca. 1140)

## 1113 (XI)
- Adeodato, creato cardinale presbitero di San Lorenzo in Damaso (morto dopo aprile 1129)
- Corrado di Suburra[1], Can.Reg.Lat., creato cardinale presbitero di Santa Pudenziana; eletto papa con il nome di Anastasio IV l'8 luglio 1153 (morto nel dicembre 1154)
- Gionata, creato cardinale presbitero (titolo ignoto)
- Teodoro, creato cardinale presbitero di San Crisogono (morto ca. 1117)
- Gregorio, creato cardinale diacono (diaconia ignota)

## 1114 (XII)
- Anastasio, creato cardinale vescovo di Albano (morto ca. 1115)
- Bonifacio, creato cardinale presbitero di San Marco (morto nel 1130)
- Giovanni, O.S.B.Cas., creato cardinale presbitero di Sant'Eusebio (morto agli inizi del 1125)
- Teobaldo, creato cardinale presbitero di Sant'Anastasia (morto agli inizi del 1116)

## 1115 (XIII)
- Leone, creato cardinale vescovo di Albano prima di Vitale (morto nel 1115)
- Vitale, creato cardinale vescovo di Albano dopo Leone (morto dopo marzo 1126)
- Divizzo, creato cardinale vescovo di Frascati (morto nel novembre 1121)
- Gerardo, monaco nel monastero del Palladio, presso il Foro di Nerva (Roma); creato cardinale presbitero di Santa Prisca (morto ca. 1120)
- Leone, O.S.B., abate del monastero di S. Clemente; creato cardinale diacono dei Santi Vito e Modesto (morto dopo marzo 1116)
- Giovanni, creato cardinale diacono di Santa Lucia in Septisolio (morto ca. 1120)

## 24 maggio 1116 (XIV)
- Crescenzio, junior, creato cardinale vescovo di Sabina (morto ca. 1127)
- Pietro, senior, creato cardinale vescovo di Porto (morto nel dicembre 1134)
- Bosone, creato cardinale presbitero di Sant'Anastasia (morto o rassegnato nel 1122)
- Pietro, creato cardinale diacono (diaconia ignota)
- Gregorio Papareschi seniore, Can.Reg.Lat.; creato cardinale diacono di Sant'Angelo in Pescheria); poi eletto papa con il nome di Innocenzo II il 14 febbraio 1130 (morto nel 1143)

## 1117 (XV)
- Lamberto, creato cardinale vescovo di Velletri
- Sasso, creato cardinale presbitero di Santo Stefano al Monte Celio (morto a metà del 1136)
- Giovanni da Crema, creato cardinale presbitero di San Crisogono (morto ca. 1135)
- Rainerio, creato cardinale presbitero dei Santi Marcellino e Pietro (morto nel 1121)
- Bosone, creato cardinale presbitero dei Santi Quattro Coronati
- Crisogono, creato cardinale presbitero di San Ciriaco alle Terme Diocleziane (morto ca. 1122)
- Sigizzone, junior, creato cardinale presbitero di San Sisto
- Teobaldo, creato cardinale presbitero dei Santi Giovanni e Paolo (morto ca. 1124)
- Pierre de Fontaine, creato cardinale presbitero di San Marcello (morto ca. 1138)
- Amico, junior, O.S.B.Cas., abate del monastero di S. Lorenzo fuori le mura (Roma); creato cardinale diacono dei Santi Vito e Modesto (morto nel 1122)
- Crisogono Malcondini, vice-cancelliere di Santa Romana Chiesa; creato cardinale diacono di San Nicola in Carcere (morto ca. 1123)
- Errico, O.S.B., abate del monastero di Mazzara; creato cardinale diacono di San Teodoro